# Ephrem M'Bom
Ephrem M'Bom (18. července 1954, Yaoundé – 19. září 2020, Douala) byl kamerunský fotbalový obránce. Zemřel 19. září 2020 ve věku 66 let na rakovinu.

## Fotbalová kariéra
Za reprezentaci Kamerunu nastoupil v letech 1981–1984 v 7 utkáních. Byl členem kamerunské reprezentace na Mistrovství světa ve fotbale 1982, nastoupil ve všech 3 utkáních. Byl členem kamerunské reprezentace na Africkém poháru národů v letech 1982 a 1984, v roce 1984 s týmem Kamerunu pohár vyhrál. Na klubové úrovni hrál v Kamerunu za Rail Douala, Éclair Douala, Léopards Douala a Canon Yaoundé. S Canonem Yaoundé vyhrál pětkrát kamerunskou ligu a pětkrát pohár.

## Ligová bilance
| Ročník                              | Zápasy | Góly | Klub          |
| ----------------------------------- | ------ | ---- | ------------- |
| Kamerunská Premier Division 1977/78 | -      | -    | Canon Yaoundé |
| Kamerunská Premier Division 1978/79 | -      | -    | Canon Yaoundé |
| Kamerunská Premier Division 1979/80 | -      | -    | Canon Yaoundé |
| Kamerunská Premier Division 1981    | -      | -    | Canon Yaoundé |
| Kamerunská Premier Division 1981/82 | -      | -    | Canon Yaoundé |
| Kamerunská Premier Division 1982/83 | -      | -    | Canon Yaoundé |
| Kamerunská Premier Division 1983/84 | -      | -    | Canon Yaoundé |
| Kamerunská Premier Division 1984/85 | -      | -    | Canon Yaoundé |
| Kamerunská Premier Division 1985/86 | -      | -    | Canon Yaoundé |
| Kamerunská Premier Division 1986/87 | -      | -    | Canon Yaoundé |
| Kamerunská Premier Division 1988    | -      | -    | Canon Yaoundé |
| Kamerunská Premier Division 1989    | -      | -    | Canon Yaoundé |
| CELKEM                              | -      | -    |               |